# NGC 1109
NGC 1109 (другие обозначения — IC 1846, UGC 2265, MCG 2-8-6, ZWG 440.8, PGC 10573) — галактика в созвездии Овен.
Этот объект входит в число перечисленных в оригинальной редакции «Нового общего каталога».
В галактике вспыхнула сверхновая SN 2007so типа Ia, её пиковая видимая звездная величина составила 17,0.